# تلمبه ایل پور
تلمبه ایل پور روستایی در دهستان گلستان بخش گلستان شهرستان سیرجان استان کرمان ایران است.

## جمعیت
بر پایه سرشماری عمومی نفوس و مسکن در سال ۱۳۹۵ جمعیت این مکان ۳۱ نفر (۱۰خانوار) بوده‌است.